# Morimotoit
Das Mineral Morimotoit ist ein sehr seltenes Inselsilikat aus der Obergruppe der Granate und hat die Endgliedzusammensetzung Ca3TiFe2+Si3O12. Es kristallisiert im kubischen Kristallsystem mit der Struktur von Granat.
Morimotoit bildet schwarze, rhombendodekaedrische Kristalle mit Diamantglanz, die 1–2 cm groß werden können. Auch mikroskopisch einheitlich erscheinende Kristalle können Verwachsungen von zwei röntgenographisch unterscheidbaren Granaten sein. Durch die damit einhergehenden Verzerrungen des Kristallgitters können diese Granate eine leichte Doppelbrechung zeigen.
Funde wurden aus basischen Magmaiten, Karbonatiten sowie kontaktmetamorphen Kalksilikatgesteinen und Skarnen beschrieben. Neben seiner Typlokalität, der Fuka-Mine bei Bitchu-cho unweit Takahashi, Präfektur Okayama in der Region Chūgoku auf Honshū in Japan existieren für Morimotoit nur sehr wenige dokumentierte Fundorte weltweit.

## Etymologie und Geschichte
Für die Beschreibung von Eisen-Titan-Granaten führte Huckenholz 1969 das hypothetisches Endglied Fe-Melanit mit der Zusammensetzung 3CaO*FeO*TiO2*3SiO2 (Ca3TiFe2+Si3O12) ein, zusammen mit dem Mg-Analog Ca3TiMgSi3O12 (Mg-Melanit).
Erst 1992 wurde Morimotoit von einer japanischen Arbeitsgruppe um Chiyoko Henmi als neues Mineral mit dieser idealisierten Zusammensetzung beschrieben und von der IMA anerkannt. Sie benannten den neuen Ti-Granat nach dem damals bereits emeritierten Professor für Mineralogie der Universität Osaka Dr. Nobuo Morimoto in Anerkennung seiner herausragenden Beiträge zur Mineralogie und Kristallographie.
Der Status von Morimotoit als eigenständiges Mineral ist umstritten. Die chemische Zusammensetzung sowohl der natürlichen Granate aus der Typlokalität wie auch des synthetischen Morimotoits unterscheidet sich kaum von natürlichem Schorlomit. Ausschlaggebend für die Unterscheidung von Schorlomit und Morimotoit ist die Oxidationsstufe von Eisen und Titan und die Position dieser Ionen im Kristallgitter: Fe3+ auf der tetraedrischen Siliciumposition beim Schorlomit, Fe2+ auf der Oktaederposition bei Morimotoit und in beiden Mineralen Ti4+ auf der Oktaederposition. Henmi und Mitarbeiter setzten die Oxidationsstufe von Titan auf Ti4+ fest und bestimmten die von Eisen rechnerisch durch eine Normierung der Analysen auf 12 Sauerstoffionen und 8 Kationen. Die Verteilung von Ti und Fe auf die verschiedenen Gitterpositionen beruht auf Vergleichen mit anderen Granaten. Eine Bestätigung dieser Annahmen und Ergebnisse durch unabhängige Methoden fehlt.
Im Jahr 2002 gelang die Synthese von Fe-Ti-Granaten mit der Zusammensetzung von fast reinem Morimotoit und somit der Nachweis, dass unter geologisch relevanten Bedingungen Morimotoit gebildet werden kann.
Die Arbeitsgruppe um Grew strukturierte im Jahr 2013 die Granatgruppe neu und etablierte ein einheitliches Schema zur Berechnung der Oxidationsstufen und Verteilung der Elemente auf die Gitterpositionen der Granatstruktur nur aus chemischen Zusammensetzungen. Neben dem Morimotoit aus der Typlokalität (Fuka-Mine, Japan) führen sie noch Granate aus fünf weiteren Vorkommen als Morimotoit auf.

## Klassifikation
Die strukturelle Klassifikation der International Mineralogical Association (IMA) zählt den Morimotoit zur Granat-Obergruppe, wo er zusammen mit Almandin, Andradit, Calderit, Eringait, Goldmanit, Grossular, Knorringit, Majorit, Menzerit-(Y), Momoiit, Pyrop, Rubinit, Spessartin und Uwarowit die Granat-Gruppe mit 12 positiven Ladungen auf der tetraedrisch koordinierten Gitterposition bildet.
Die veraltete, aber noch gebräuchliche 8. Auflage der Mineralsystematik nach Strunz führt den Morimotoit zusammen mit Almandin, Andradit, Calderit, Goldmanit, Grossular, Henritermierit, Hibschit, Holtstamit, Hydrougrandit, Katoit, Knorringit, Majorit, Pyrop, Schorlomit, Spessartin, Uwarowit, Wadalit und Yamatoit (diskreditiert, da identisch mit Momoiit) in der „Granatgruppe“ mit der System-Nr. VIII/A.08 innerhalb der Abteilung der „Inselsilikate (Nesosilikate)“ auf.
Auch die seit 2001 gültige 9. Auflage der Strunz’schen Mineralsystematik zählt den Morimotoit zur „Granatgruppe“ mit der System-Nr. 9.AD.25 innerhalb der Abteilung der „Inselsilikate (Nesosilikate)“. Diese ist weiter unterteilt nach der möglichen Anwesenheit weiterer Anionen und der Koordination der beteiligten Kationen, so dass das Mineral entsprechend seiner Zusammensetzung in der Unterabteilung „Inselsilikate ohne zusätzliche Anionen; Kationen in oktaedrischer [6]er- und gewöhnlich größerer Koordination“ zu finden ist.
Die vorwiegend im englischen Sprachraum gebräuchliche Systematik der Minerale nach Dana ordnet den Morimotoit ebenfalls in die Abteilung der „Inselsilikatminerale“ ein. Hier ist er zusammen mit Kimzeyit und Schorlomit in der „Granatgruppe (Schorlomit-Kimzeyit-Reihe)“ mit der System-Nr. 51.04.03c innerhalb der Unterabteilung „Inselsilikate: SiO4-Gruppen nur mit Kationen in [6] und >[6]-Koordination“ zu finden.

## Chemismus
Morimotoit mit der Endgliedzusammensetzung [X]Ca3[Y](Ti4+Fe2+)[Z]Si3O12 ist das Fe-Ti-Analog von Majorit ([X]Ca3[Y](Si4+Mg2+)[Z]Si3O12) und bildet komplexe Mischkristalle vor allem mit Andradit entsprechend der Austauschreaktion
- [Y]Ti4+ + [Y]Fe2+ = 2[Y]Fe3+,

Schorlomit entsprechend der Austauschreaktion
- [Y]Fe2+ + 2[Z]Si4+ = [Y]Ti4+ + 2[Z]Fe3+

und dem hypothetischen Mg-Morimotoit über die Reaktion
- [Y]Fe2+ = [Y]Mg2+,

wobei mit [X], [Y] und [Z] die Positionen in der Granatstruktur angegeben sind.
Für den Morimotoit aus der Typlokalität wird folgende empirische Zusammensetzung angegeben:
- [X](Ca2,89Mg0,11)[Y](Ti4+1,20Fe2+0,56Fe3+0,16Zr0,06Mn0,02)[Z](Si2,32Fe3+0,58Al0,10)O12[6]

## Kristallstruktur
Morimotoit kristallisiert mit kubischer Symmetrie in der Raumgruppe Ia3d (Raumgruppen-Nr. 230) mit 8 Formeleinheiten pro Elementarzelle. Der natürliche Mischkristall aus der Typlokalität hat dem Gitterparameter a = 12,163 Å.
Die Struktur ist die von Granat. Calcium (Ca2+) besetzt die dodekaedrisch von 8 Sauerstoffionen umgebenen X-Positionen, Titan (Ti4+) und Eisen (Fe2+) zu gleichen Teilen die oktaedrisch von 6 Sauerstoffionen umgebene Y-Position und die tetraedrisch von 4 Sauerstoffionen umgebenen Z-Position ist ausschließlich mit Silicium (Si4+) besetzt.
Soweit die ideale Kationenverteilug in reinem Morimotoit. Natürliche Fe-Ti-Granate sind komplexe Mischkristalle mit deutlich komplizierterer Kristallchemie. Darüber, wie sich die einzelnen Kationen, insbesondere Fe2+ und Aluminium (Al3+) auf die verschiedenen Gitterpositionen verteilen, gehen die Vorstellungen auseinander.
Der morimotoitreiche Granat aus dem Ice-River-Karbonatit ist von verschiedenen Arbeitsgruppen untersucht worden. Hier zeigt sich, welchen Einfluss die Annahmen über die Oxidationsstufen von Eisen und die intrakristalline Verteilung der Kationen auf die Mineralformeln und die daraus abgeleiteten Benennung haben.
Locock und Mitarbeiter schließen aus ihrer Interpretation von Mößbauerspektren, gestützt durch Infrarotspektren, auf einen bevorzugten Einbau von Fe2+ auf der Tetraederposition und weisen Aluminium (Al3+) der Oktaederposition zu. Folgerichtig bezeichnen sie den Granat als Schorlomit:
- Schorlomit mit [Z]Fe2+: [X](Ca2,866Mn0,019Mg0,080Na0,038)[Y](Ti4+1,058Fe3+0,631Al0,137Fe2+0,057Mg0,055Zr0,039V3+0,014Mn0,013)[Z](Si2,348Fe3+0,339Fe2+0,3114[H]0,005)O12[13]

Anato berechnet die Kationenverteilung nur anhand der Zusammensetzung mit dem von Locock 2008 vorgestellten Berechnungsschema für Granate und kommen damit zu einem ausschließlichen Einbau von Fe2+ auf der Oktaederposition und Al3+ auf der Tetraederposition. Ebenso folgerichtig bezeichnen sie den gleichen Granat als Morimotoit:
- Morimotoit mit [Y]Fe2+: [X](Ca2,91Mn0,03Mg2+0,05)[Y](Ti4+1,09Fe3+0,46Fe2+0,37 Mg0,08)[Z](Si2,36Fe3+0,51Al0,14)O12[7]

## Bildung und Fundorte
Morimotoitreiche Granate bilden sich unter reduzierenden Bedingungen entweder magmatisch in alkalireichen, basischen bis ultrabasischen Magmatiten oder bei der Wechselwirkung solcher Magmen mit Kalksilikatgesteinen wie z. B. Mergel. Weltweit gibt es nur sehr wenige bestätigte Fundorte.

### Skarne und kontaminierte Magmen
Die Typlokalität ist ein Skarn am Kontakt zu den Quarz-Monzonit-Gängen aus der Fuka-Mine bei Bitchu-cho unweit Takahashi, Präfektur Okayama in der Region Chūgoku auf Honshū in Japan. Morimotoit kristallisierte hier aus Magmen, die den umliegenden Kalkstein intrudierten und dabei ihre Zusammensetzung änderten (kontaminierte Magmen). Begleitminerale sind Klinopyroxen, Feldspat, Vesuvian, Andradit-Grossular-Mischkristalle, Wollastonit, Prehnit und in kleinen Mengen Perowskit, Apatit, Titanit, Biotit, Epidot, Hämatit, Zirkon, Baddeleyit und Calzirtit.

### Karbonatitkomplexe
Im Melteigit des Ice-River-Alkalikomplexes in British Columbia, Kanada tritt morimotoitreicher Granat zusammen mit Diopsid, Calcit, Nephelin, Apatit und Pyrit auf.
Im Silicokarbonatit des Afrikanda-Komplexes auf der Halbinsel Kola in der Oblast Murmansk des Föderationskreises Nordwestrussland, Russland tritt morimotoitreicher Granat zusammen mit Magnesio-Hastingsit, Calcit, Magnetit, Perowskit, Titanit, Klinochlor und verschiedenen Zr-Mineralen auf.
In dem kleinen Sung-Valley-Karbonatitkomplex in den East Khasi Hills in Meghalaya, Indien tritt morimotoitreicher Granat in Ijolith zusammen mit Nephelin, Klinopyroxen, Apatit, Titanit und Magnetit auf.
Weitere bestätigte Fundorte sind die Karbonatitkomplexe des Iivaara (Ijola) bei Kuusamo im Nordosten von Finnland und Rusinga Island in Kenia. Infrarotspektren der Rusinga-Granate weisen darauf hin, dass Fe2+ ebenso wie bei den Granaten des Ice-River-Alkalikomplex auf der Tetraederposition eingebaut wird. Die Einordnung dieser Granate als Morimotoit ist demnach fraglich.